# داربري تامرادي العليا (مارغون)
داربري تامرادي العلیا (بالفارسية: داربری تامرادی علیا) هي قرية تقع في إيران في قسم مارغون الريفي.